# Луковское сельское поселение (Волгоградская область)
Луко́вское се́льское поселе́ние — муниципальное образование в составе Нехаевского района Волгоградской области.
Административный центр — станица Луковская.

## История
Луковское сельское поселение образовано 18 ноября 2004 года в соответствии с Законом Волгоградской области № 977-ОД.

## Население
| 2010 | 2012 | 2013 | 2014 | 2015 | 2016 | 2017 |
| ---- | ---- | ---- | ---- | ---- | ---- | ---- |
| 573  | ↘562 | ↘559 | ↗562 | ↘560 | ↘541 | ↘524 |
| 2018 | 2019 | 2020 | 2021 |      |      |      |
| ↘509 | ↘490 | ↘476 | ↘465 |      |      |      |

## Состав сельского поселения
| № | Населённый пункт | Тип населённого пункта          | Население |
| - | ---------------- | ------------------------------- | --------- |
| 1 | Луковская        | станица, административный центр | ↘533      |
| 2 | Остряковский     | хутор                           | 40        |